# Борис Ливанов
Борис Николаевич Ливанов съветски драматичен артист, народен артист на СССР (1948). От 1924 е актьор в МХАТ. Работи и като режисьор.
Носител на Държавна награда на СССР през 1941, 1942, 1947, 1949 и 1950 г.

## Роли
- Сальони – „Три сестри“ – Антон Чехов;
- Астров – „Вуйчо Ваньо“ – Антон Чехов;
- Ноздрьов – „Мъртви души“ – Николай Гогол;
- Забелин – „Кремълският часочник“ – Михаил Погодин и др.

## Филмография

### 1959 година
- В навечерието (Накануне) в ролята на Николай Артемиевич Стахов